# Circoscrizioni elettorali della Camera dei deputati del 1948

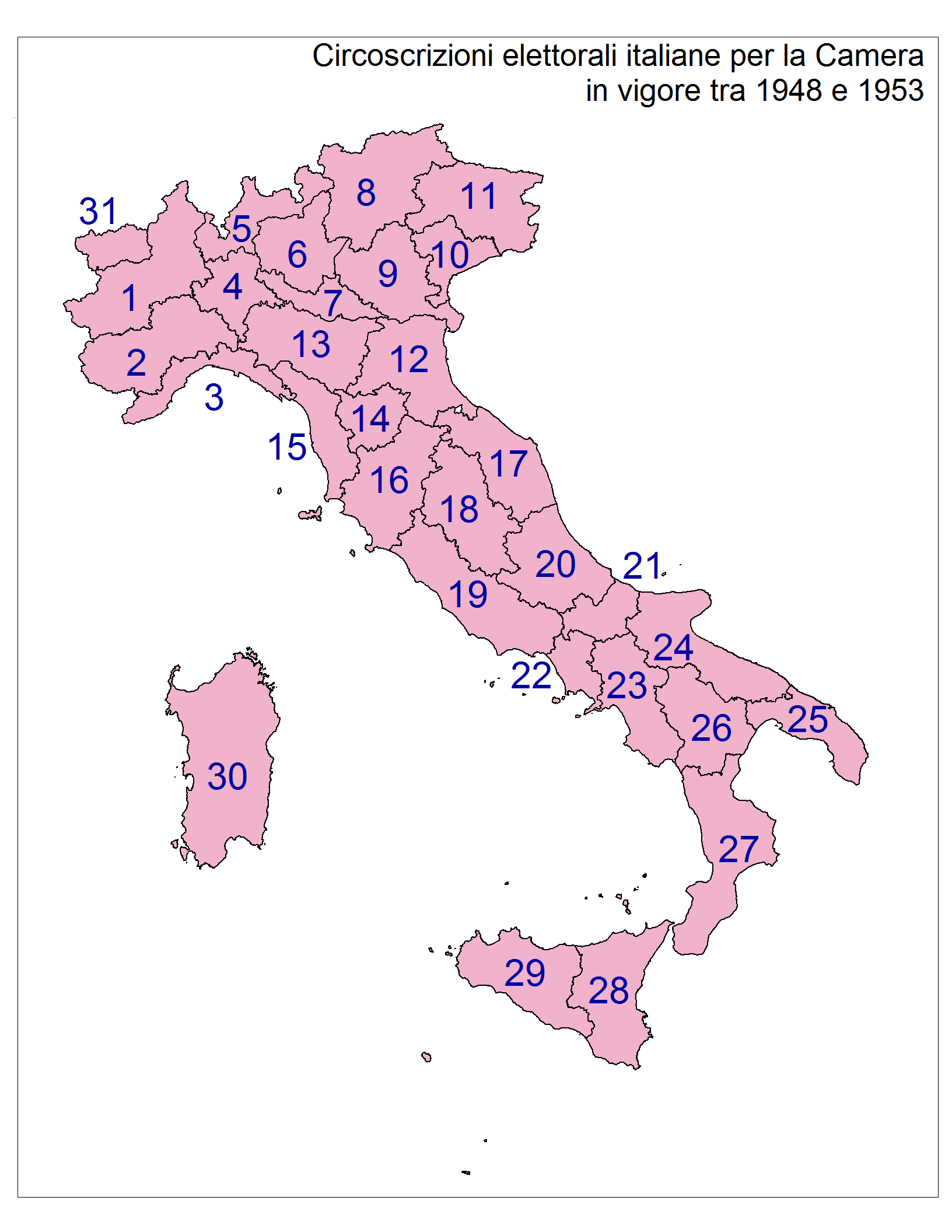
Circoscrizioni elettorali dal 1948 al 1957

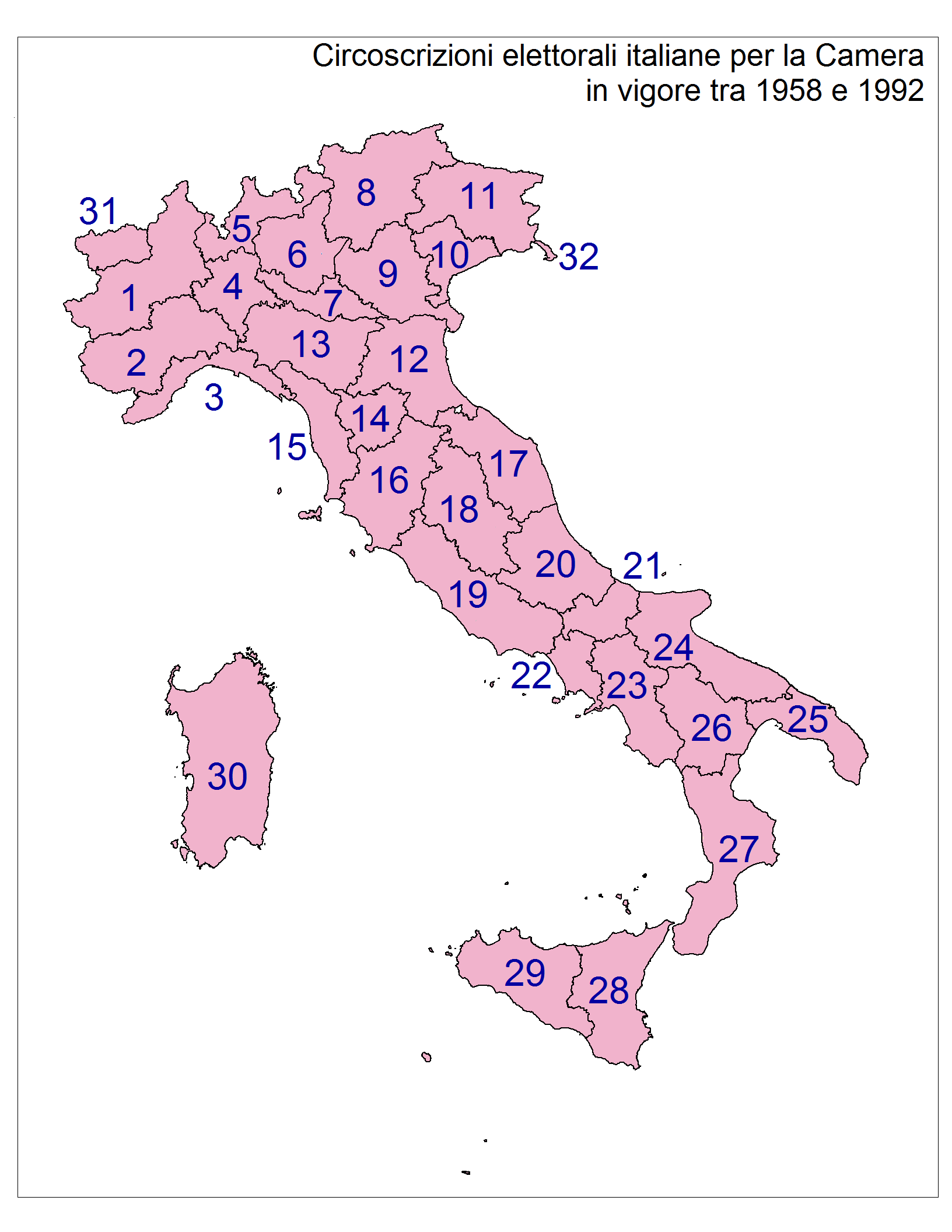
Circoscrizioni elettorali dal 1957 al 1993 (dopo l'istituzione della circoscrizione XXXII - Trieste)

Le circoscrizioni elettorali della Camera dei deputati del 1948 erano previste dalla Tabella A di cui alla Legge 20 gennaio 1948, n. 6, poi ripresa dal Decreto del presidente della Repubblica 30 marzo 1957, n. 361; furono operative dalle politiche del 1948 alle politiche del 1992.
La normativa del 1948 introdusse alcuni correttivi al precedente assetto territoriale, definito in occasione delle elezioni per l'Assemblea Costituente del 1946 (decreto legislativo luogotenenziale 10 marzo 1946, n. 74). In particolare:
- la circoscrizione Benevento-Campobasso fu soppressa: la provincia di Benevento fu accorpata alla circoscrizione Salerno-Avellino per costituire la circoscrizione Benevento-Avellino-Salerno, mentre la provincia di Campobasso formò la «circoscrizione Campobasso» che, nel 1970, sarebbe stata ridenominata circoscrizione Campobasso-Isernia;
- la «circoscrizione Trieste e Venezia Giulia-Zara» (o circoscrizione XII), rimasta inattiva nel 1946, fu formalmente abolita in ragione della cessione di parte dei territori ivi ricompresi e la provincia di Gorizia (risultante dalla divisione della previgente provincia goriziana tra Italia e Repubblica Socialista Federale di Jugoslavia) venne accorpata alla «circoscrizione Udine-Belluno», che fu perciò ridenominata «circoscrizione Udine-Belluno-Gorizia».

Per effetto di quest'ultima modifica, peraltro, le circoscrizioni successive alla XI assunsero una numerazione diversa da quella originaria, scalando di una posizione; ciò non si verificò invece nel 1957, quando fu istituita la circoscrizione Trieste.
Nel 1993, la legge Mattarella introdusse nuove circoscrizioni elettorali, prevedendo l'accorpamento, la ridenominazione o la ridefinizione territoriale di quelle istituite nel 1948.

## Lista
| N.     | Circoscrizione                                                      | Collegio   | Province |
| ------ | ------------------------------------------------------------------- | ---------- | --- |
| I      | Torino-Novara-Vercelli                                              | Torino     | - Provincia di Novara - Provincia di Torino - Provincia di Vercelli                                             |
| II     | Cuneo-Alessandria-Asti                                              | Cuneo      | - Provincia di Alessandria - Provincia di Asti - Provincia di Cuneo                                             |
| III    | Genova-Imperia-La Spezia-Savona                                     | Genova     | - Provincia di Genova - Provincia di Imperia - Provincia della Spezia - Provincia di Savona                     |
| IV     | Milano-Pavia                                                        | Milano     | - Provincia di Milano - Provincia di Pavia                                                                      |
| V      | Como-Sondrio-Varese                                                 | Como       | - Provincia di Como - Provincia di Sondrio - Provincia di Varese                                                |
| VI     | Brescia-Bergamo                                                     | Brescia    | - Provincia di Bergamo - Provincia di Brescia                                                                   |
| VII    | Mantova-Cremona                                                     | Mantova    | - Provincia di Cremona - Provincia di Mantova                                                                   |
| VIII   | Trento-Bolzano                                                      | Trento     | - Provincia di Bolzano - Provincia di Trento                                                                    |
| IX     | Verona-Padova-Vicenza-Rovigo                                        | Verona     | - Provincia di Padova - Provincia di Rovigo - Provincia di Verona - Provincia di Vicenza                        |
| X      | Venezia-Treviso                                                     | Venezia    | - Provincia di Treviso - Provincia di Venezia                                                                   |
| XI     | Udine-Belluno-Gorizia-Pordenone Udine-Belluno-Gorizia fino al 1968  | Udine      | - Provincia di Belluno - Provincia di Gorizia - Provincia di Pordenone (dal 1968) - Provincia di Udine          |
| XII    | Bologna-Ferrara-Ravenna-Forlì                                       | Bologna    | - Provincia di Bologna - Provincia di Ferrara - Provincia di Forlì - Provincia di Ravenna                       |
| XIII   | Parma-Modena-Piacenza-Reggio nell'Emilia                            | Parma      | - Provincia di Modena - Provincia di Parma - Provincia di Piacenza - Provincia di Reggio Emilia                 |
| XIV    | Firenze-Pistoia                                                     | Firenze    | - Provincia di Firenze - Provincia di Pistoia                                                                   |
| XV     | Pisa-Livorno-Lucca-Massa Carrara                                    | Pisa       | - Provincia di Livorno - Provincia di Lucca - Provincia di Massa-Carrara - Provincia di Pisa                    |
| XVI    | Siena-Arezzo-Grosseto                                               | Siena      | - Provincia di Arezzo - Provincia di Grosseto - Provincia di Siena                                              |
| XVII   | Ancona-Pesaro-Macerata-Ascoli Piceno                                | Ancona     | - Provincia di Ancona - Provincia di Ascoli Piceno - Provincia di Macerata - Provincia di Pesaro                |
| XVIII  | Perugia-Terni-Rieti                                                 | Perugia    | - Provincia di Perugia - Provincia di Rieti - Provincia di Terni                                                |
| XIX    | Roma-Viterbo-Latina-Frosinone                                       | Roma       | - Provincia di Frosinone - Provincia di Latina - Provincia di Roma - Provincia di Viterbo                       |
| XX     | L'Aquila-Pescara-Chieti-Teramo                                      | L'Aquila   | - Provincia di Chieti - Provincia dell'Aquila - Provincia di Pescara - Provincia di Teramo                      |
| XXI    | Campobasso-Isernia Campobasso fino al 1970                          | Campobasso | - Provincia di Campobasso - Provincia di Isernia (dal 1970)                                                     |
| XXII   | Napoli-Caserta                                                      | Napoli     | - Provincia di Caserta - Provincia di Napoli                                                                    |
| XXIII  | Benevento-Avellino-Salerno                                          | Benevento  | - Provincia di Avellino - Provincia di Benevento - Provincia di Salerno                                         |
| XXIV   | Bari-Foggia                                                         | Bari       | - Provincia di Bari - Provincia di Foggia                                                                       |
| XXV    | Lecce-Brindisi-Taranto                                              | Lecce      | - Provincia di Brindisi - Provincia di Lecce - Provincia di Taranto                                             |
| XXVI   | Potenza-Matera                                                      | Potenza    | - Provincia di Matera - Provincia di Potenza                                                                    |
| XXVII  | Catanzaro-Cosenza-Reggio Calabria                                   | Catanzaro  | - Provincia di Catanzaro - Provincia di Cosenza - Provincia di Reggio Calabria                                  |
| XXVIII | Catania-Messina-Siracusa-Ragusa-Enna                                | Catania    | - Provincia di Catania - Provincia di Enna - Provincia di Messina - Provincia di Ragusa - Provincia di Siracusa |
| XXIX   | Palermo-Trapani-Agrigento-Caltanissetta                             | Palermo    | - Provincia di Agrigento - Provincia di Caltanissetta - Provincia di Palermo - Provincia di Trapani             |
| XXX    | Cagliari-Sassari-Nuoro-Oristano Cagliari-Sassari-Nuoro fino al 1974 | Cagliari   | - Provincia di Cagliari - Provincia di Nuoro - Provincia di Oristano (dal 1974) - Provincia di Sassari          |
| XXXI   | Valle d'Aosta                                                       | Aosta      | - Valle d'Aosta                                                                                                 |
| XXXII  | Trieste                                                             | Trieste    | - Provincia di Trieste                                                                                          |

## Opzioni degli eletti e modifiche intervenute nella composizione della Camera
| Legislature | Opzioni          | Modifiche |
| ----------- | ---------------- | --------- |
| I           | 1948             | 1948-1953 |
| II          | 1953, Sen., Dep. | 1953-1958 |
| III         | 1958             | 1958-1963 |
| IV          | 1963             | 1963-1968 |
| V           | 1968             | 1968-1972 |
| VI          | 1972             | 1972-1976 |
| VII         | 1976             | 1976-1979 |
| VIII        | 1979             | 1979-1983 |
| IX          | 1983             | 1983-1987 |
| X           | 1987             | 1987-1992 |
| XI          | 1992             | 1992-1994 |